# Slaget vid Guam (1944)
Slaget vid Guam (21 juli–10 augusti 1944) var den amerikanska erövringen av japanska ockuperade ön Guam (i Marianerna) under stillahavskriget i andra världskriget.

## Bakgrund
Guam är den största av öarna i Marianerna, 48 km lång och 14 km bred. Det hade varit en amerikansk ägo sedan dess erövring från Spanien 1898 tills den erövrades av japanerna den 11 december 1941, efter attacken mot Pearl Harbor. Det var inte så tungt befäst som de andra öarna i Marianerna som Saipan som hade varit en japansk besittning sedan slutet av första världskriget, men som 1944 hade en stor japansk garnison.
Den allierade planen för invasion av Marianerna krävde tunga preliminärt bombardemang, först av flygplan från hangarfartyg och flygplan baserade i Marshallöarna i öster, sen efter att överlägsenhet i luften vunnits, ett nära bombardemanget av slagskepp. Guam valdes som ett mål eftersom dess storlek gjorde den lämplig som bas för att stödja nästa steg i operationerna mot Filippinerna, Taiwan och Ryukyuöarna. Djuphamnen vid Apra var lämplig för de största fartygen och de två flygfälten skulle vara lämpliga för B-29 Superfortress-bombplan.
Invasionen av Saipan var planerad till den 15 juni 1944 med preliminära landstigningar på Guam den 18 juni. Den ursprungliga tidsplanen var optimistisk. Envist motstånd från den oväntat stora garnisonen på Saipan och en stor japansk hangarfartygsattack ledde dock till att invasionen av Guam sköts upp en månad.

## Slaget

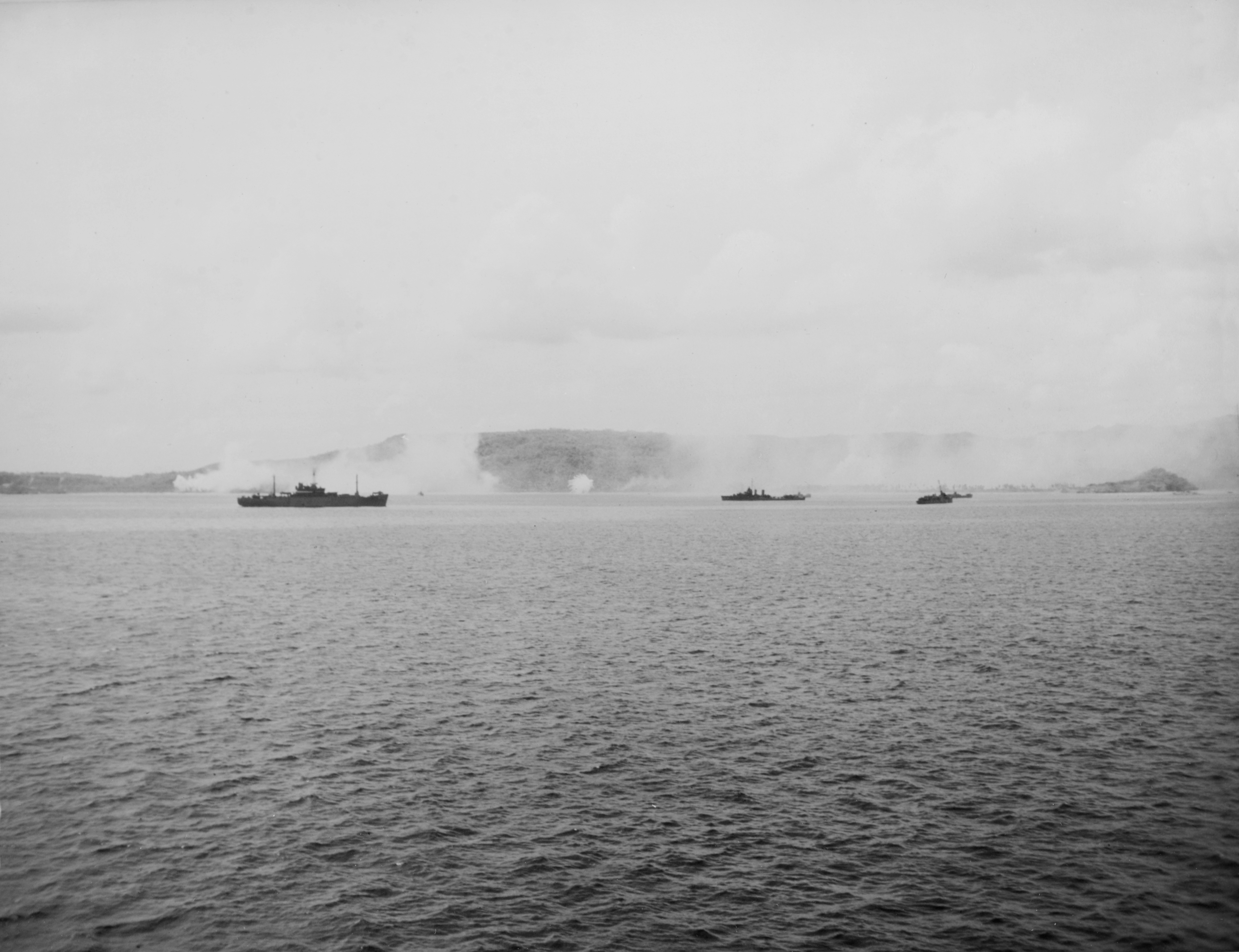
Bombardemang av Guam den 14 juli 1944 före slaget, sett från.

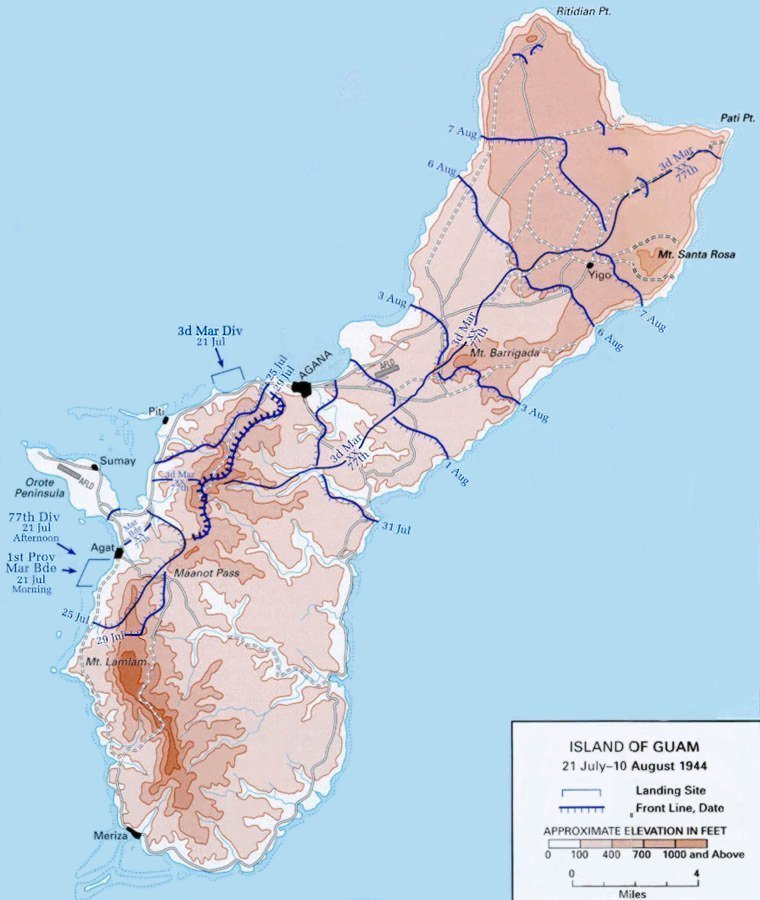
Karta över slaget.

Guam, omgivet av rev, klippor och stora bränningar utgjorde en formidabel utmaning för en angripare. Trots dessa hinder landsteg amerikanerna den 21 juli på båda sidor av Orotehalvön på den västra sidan av Guam där man planerade att skära av flygfältet. Den 3:e marindivisionen landsteg nära Agana norr om Orote klockan 08:28 och den 1:a provisoriska marinbrigaden landsteg nära Agat i söder. Japanskt artilleri sänkte 20 LVT:s och orsakade svåra förluster för amerikanerna, speciellt på 1:a provisoriska marinbrigaden, men klockan 09:00 var trupper och stridsvagnar iland på båda stränderna. Den 77:e infanteridivisionen hade en svårare landstigning. I brist på amfibiefordon var de tvungna att vada iland från kanten av revet där de släpptes av sina landstigningsfartyg. Trupperna som grupperats i två brohuvuden hölls nere av våldsam japansk eldgivning, vilket gjorde initiala framsteg i inlandet ganska långsamt.
Vid mörkrets inbrott hade amerikanerna etablerat ett cirka 2000 meter djupt brohuvud. Japanska motanfall gjordes under de första dagarna av slaget, mestadels på natten, med hjälp av infiltrationstaktik. Flera gånger trängde de in det amerikanska försvaret och drevs tillbaka med stora förluster av män och utrustning. Generallöjtnant Takeshi Takashina dödades den 28 juli och generallöjtnant Hideyoshi Obata tog över befälet av försvararna.
Materiel var mycket svårt att få fram för amerikanerna under de första dagarna av striden. Landstigningsfartyg kunde inte komma närmare än revet, fanns flera hundra meter från stranden och amfibiefordon var otillräckliga. De två brohuvudena anslöt emellertid till varandra den 25 juli och Orote flygfält och Apra hamn erövrades den 30 juli.
Motattacker mot de amerikanska brohuvudena, liksom de hårda striderna, hade utmattat japanerna. I början av augusti hade de slut på mat och ammunition och hade bara en handfull stridsvagnar kvar. Obata drog tillbaka sina trupper från södra Guam och planerade att föra strid i den bergiga centrala och norra delen av ön, men med brist på förstärkningar på grund av amerikansk kontroll över havet och luften i närheten av Guam kunde han inte hoppas på att göra mer än att försena det oundvikliga nederlaget ett par dagar.
Regn och tät djungel gjorde förhållandena svåra för amerikanarna, men efter en sammandrabbning på Mount Barrigada mellan den 2 och 4 augusti, kollapsade den japanska linjen. Resten av slaget var en strävan mot norr. Liksom i andra slag under stillahavskriget vägrade japanerna att ge upp, och dödades nästan allihop. Den 10 augusti, efter tre långa veckor av blodiga och grymma strider, upphörde organiserat japanskt motstånd och Guam förklarades säkrat. Dagen därpå begick Obata rituellt självmord.

## Efterspel
Ett par japanska soldater höll ut i djungeln. Den 8 december 1945 utsattes tre amerikanska marinkårssoldater för ett bakhåll och dödades. Den 24 januari 1972 upptäcktes sergeant Yokoi Shoichi av jägare. Han hade bott ensam i en grotta i 27 år.
Efter slaget förvandlades Guam till en bas för allierade operationer. Fem stora flygfält byggdes av Seabees och B-29-bombplan flög från ön för att attackera mål i västra Stilla havet och på Japans fastland.
Fyra amerikanska marinkårssoldater tilldelades Medal of Honor för sina heroiska insatser under slaget om Guam: PFC Luther Skaggs, Jr., PFC Frank P. Witek (postumt), PFC Leonard F. Mason (postumt) och kapten (senare general) Louis H. Wilson, Jr.
Liberation Day fortsätter att firas på Guam varje 21 juli.